# Ofelia Frump
Ofelia Frump (in inglese Ophelia Frump), conosciuta anche come Ophelia Addams, è un personaggio immaginario creato da Charles Addams come parte della famiglia Addams. È la sorella di Morticia Addams.

## Nome
Il nome del personaggio originale è Ophelia Frump. Nell'edizione in lingua italiana della serie televisiva del 1964, appare tuttavia in una versione tradotta come Ofelia Frump. Nelle successive apparizioni verrà invece usato il nome originale Ophelia Frump o, più frequentemente di Ophelia Addams, modificando la parentela da sorella di Morticia a cugina e appartenente al clan degli Addams.

## Storia del personaggio
Nella serie televisiva degli anni sessanta è la sorella maggiore di Morticia. Una ragazza con la testa tra le nuvole, un'innata passione per il judo ed una straordinaria forza con cui riesce ad atterrare tranquillamente il povero Gomez. È molto legata alla sorella, nonostante tra le due vi sia una sottile rivalità, poiché inizialmente era Ophelia la promessa sposa di Gomez, che però la abbandonò nel bel mezzo del matrimonio, rimasto incantato dal fascino della sorella minore. Il matrimonio si conclude con Gomez e Morticia sposi, mentre Ophelia si ritrovò a scappare via con il Cugino Itt, il noto rubacuori della famiglia. Successivamente, ritroviamo Ophelia sempre nelle vesti di una ragazza maldestra in ricerca disperata di un marito che alla fine, sebbene non conforme agli standard degli Addams, che troverà in un uomo ricco e grassoccio che la amerà nonostante le sue stramberie.
Nel sequel della serie televisiva del 1977, il film per la televisione Halloween con la famiglia Addams (Halloween with the New Addams Family), ritroviamo Ophelia che cerca di attrarre di nuovo a sé l'attenzione di Gomez, mettendosi d'accordo con il fratello di quest'ultimo che ammette di essere infatuato dalla sorella Morticia.
Nel film del 1991 diretto da Barry Sonnenfeld, La famiglia Addams (The Addams Family), Ophelia appare durante la festa per il ritorno di Fester, la si può notare con i caratteristici fiori tra i capelli e una candela accesa in mano tra i vari strambi parenti che danzano a suon di valzer.
Nella serie televisiva del 1998-1999, La nuova famiglia Addams (The New Addams Family), Ophelia si dimostra un po' ostile nei confronti della sorella, a differenza di quanto avviene nella serie degli anni sessanta.
Il personaggio è presente, tra gli altri parenti che giungono per la cerimonia della sciabola, anche nel nuovo film in animazione CGI del 2019, La famiglia Addams (The Addams Family. Il personaggio non pronuncia però alcuna battuta, rimanendo sempre in secondo piano rispetto all'azione.

## Sviluppo
Ophelia Addams esordì in alcune vignette di Charles Addams che ritraevano la famiglia al completo. Originariamente, come molti altri personaggi, nulla ci fa intuire che fosse davvero la sorella di Morticia, come fu resa successivamente nella serie televisiva del 1964, dove è riconoscibile dalla sua particolare acconciatura ornata di fiori con radici tanto forti che se tirati le fanno alzare una gamba.

## Interpreti
In cinque episodi della seconda stagione della serie televisiva originale (1965-1966) e nel film per la televisione Halloween con la famiglia Addams (Halloween with the New Addams Family, 1977), Ofelia Frump è interpretata da Carolyn Jones, che nella serie interpreta anche Morticia Addams e così, nell'edizione della serie in lingua italiana, viene doppiata dalla medesima doppiatrice, Fabrizia Castagnoli.
Nel film del 1991 diretto da Barry Sonnenfeld, La famiglia Addams (The Addams Family), il personaggio, con il nome di Ophelia Addams e con la parentela di cugina, anziché sorella di Morticia, viene interpretata dalla celebre etoile della danza classica statunitense Allegra Kent. Mentre nel suo sequel del 1993, La famiglia Addams 2 (Addams Family Values), viene interpretata da Laura Esterman.
Nei due episodi Il fidanzamento di Morticia - Parte 1 e Il fidanzamento di Morticia - Parte 2 (Morticia's Romance: Part 1 e Morticia's Romance: Part 2, 1998) della nuova serie televisiva La nuova famiglia Addams (The New Addams Family), Ophelia viene interpretata dall'attrice Lisa Calder.
Sempre con il nome Ophelia Addams, il personaggio compare anche nel film di animazione in CGI La famiglia Addams (The Addams Family, 2019) diretto da Greg Tiernan e Conrad Vernon.

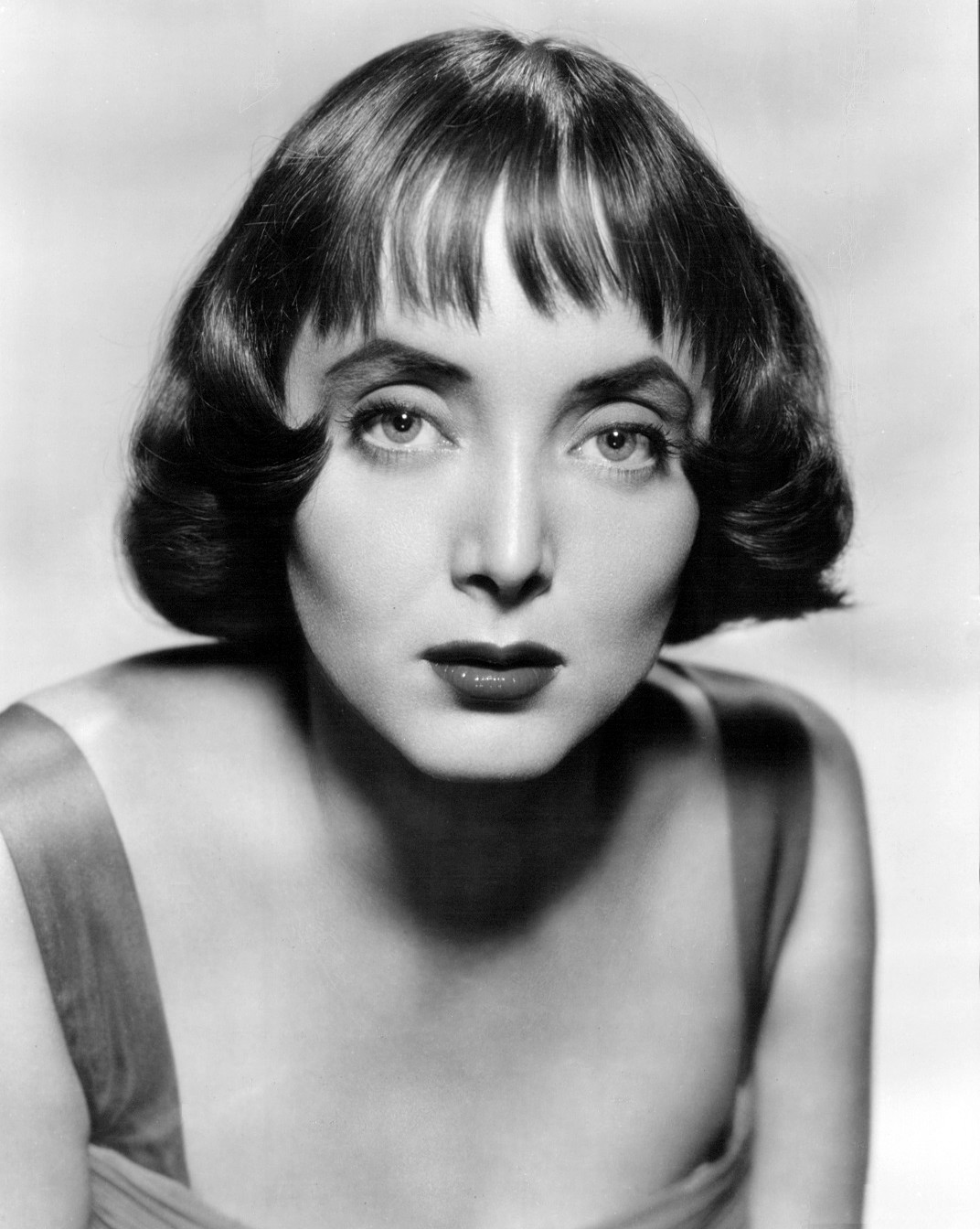
Carolyn Jones, interprete di Morticia e Ofelia, nella serie originale
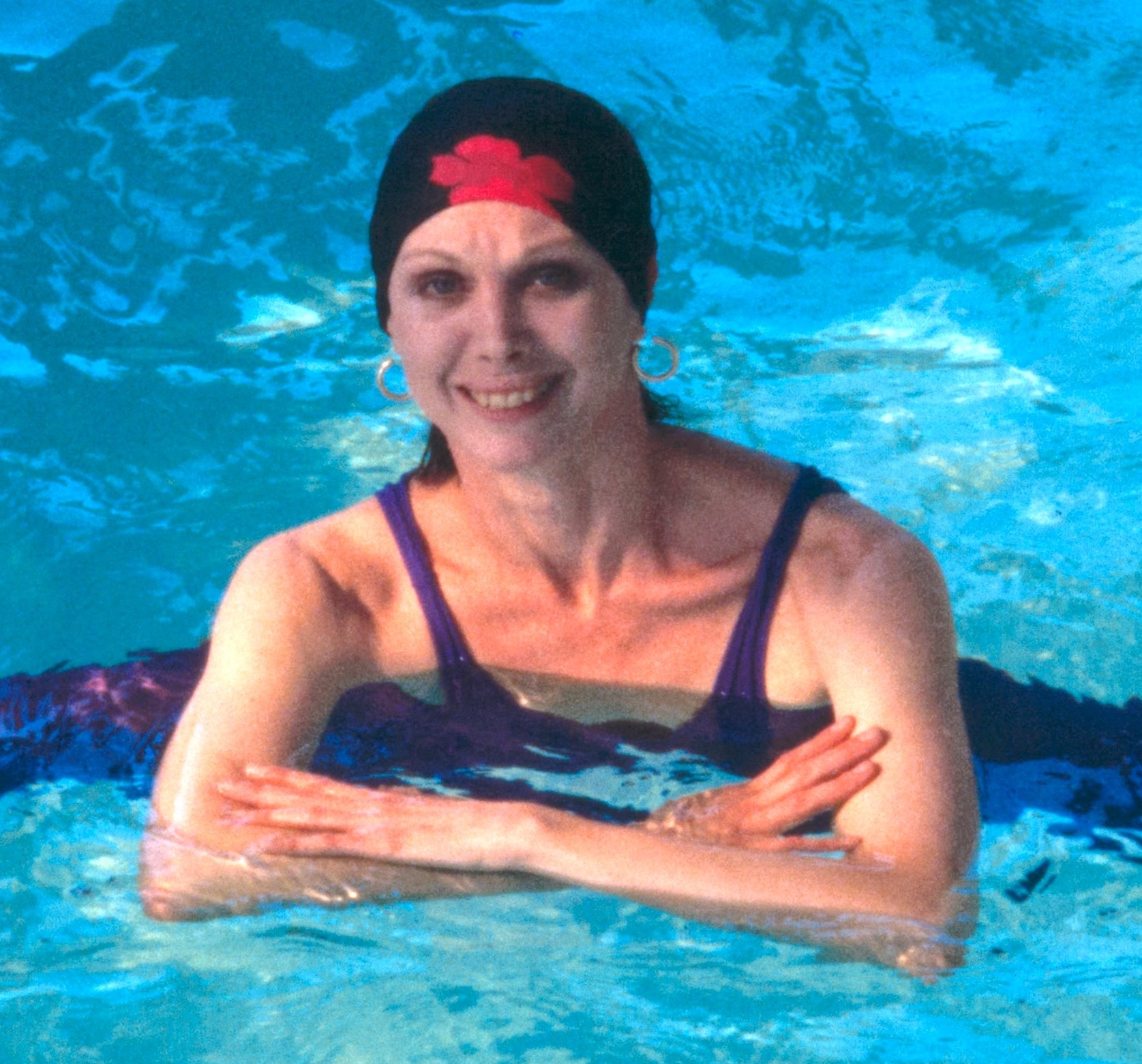
Allegra Kent, interprete di Ophelia ne La famiglia Addams (1991)

## Filmografia

### Cinema
- La famiglia Addams (The Addams Family), regia di Barry Sonnenfeld (1991)
- La famiglia Addams 2 (Addams Family Values), regia di Barry Sonnenfeld (1993)
- La famiglia Addams (The Addams Family), regia di Greg Tiernan e Conrad Vernon (2019)

### Televisione
- La famiglia Addams (The Addams Family) - serie TV, 5 episodi (1965-1966)
- Halloween con la famiglia Addams (Halloween with the New Addams Family), regia di David Steinmetz - film TV (1977)
- La nuova famiglia Addams (The New Addams Family) - serie TV, episodi 1x14-1x15 (1998)